# Selice
Selice (ungarisch Szelőce) ist eine Gemeinde im Okres Šaľa des Nitriansky kraj im Südwesten der Slowakei. Die Zahl der Einwohner belief sich am 31. Dezember 2010 auf 2959 Personen.

## Geographie

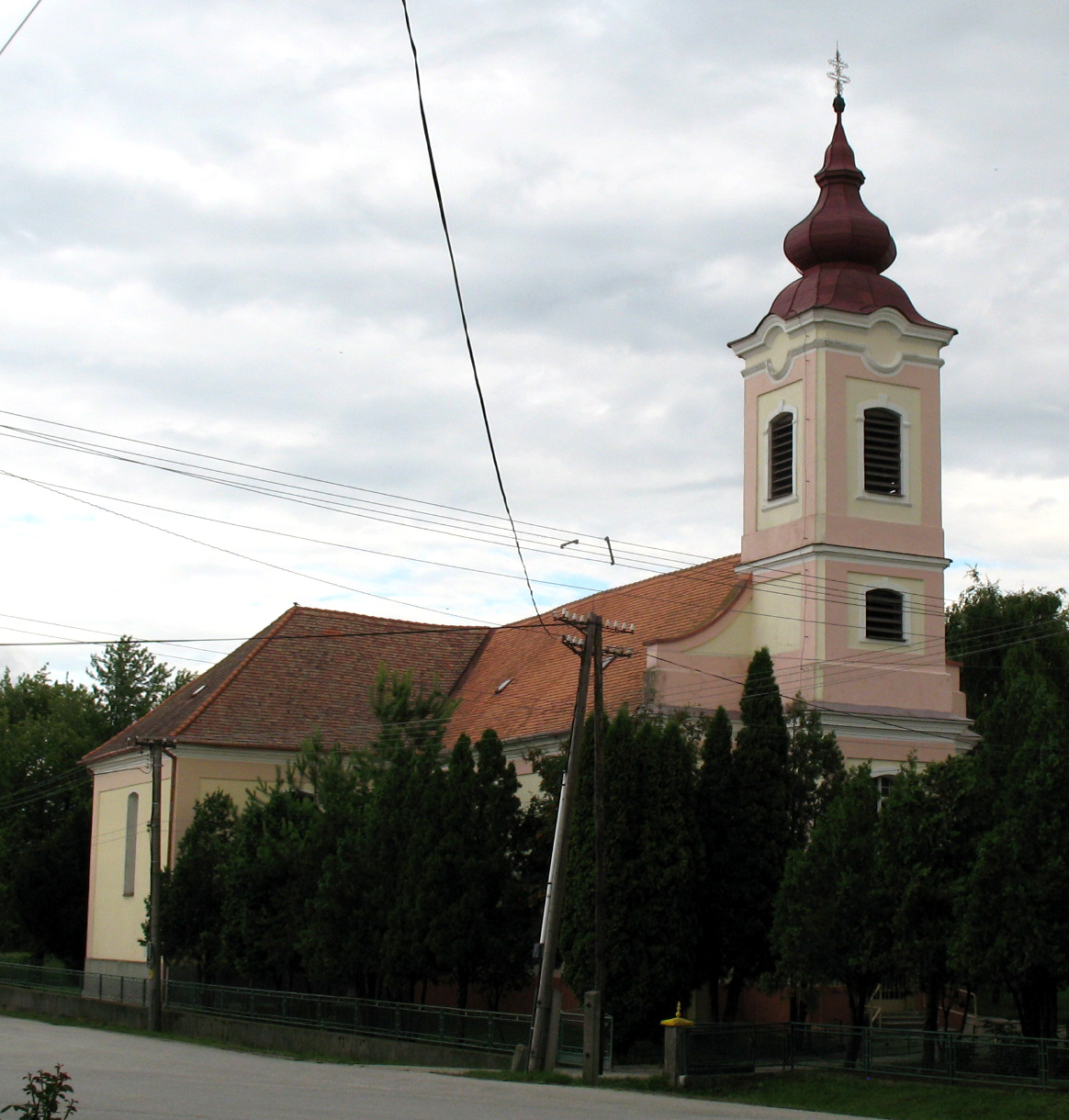
Kirche in Selice

Die Gemeinde liegt im slowakischen Donautiefland am linken Ufer der Waag. Dazu verläuft östlich der Gemeinde auch der Dlhý kanál („Langer Kanal“). Abgesehen von den Auwälder bei der Waag ist das Gelände zumeist entwaldet und für landwirtschaftliche Zwecke genutzt. Selice ist 14 Kilometer von Šaľa und 27 Kilometer von Nové Zámky entfernt.
Zur Gemeinde gehört auch das ehemals selbständige Dorf Šók (1946 eingemeindet, bis 1927 slowakisch Maďarský Šok; ungarisch Magyarsók), das jedoch kein Ortsteil ist.

## Geschichte
Der Ort wurde zum ersten Mal 1078 als Seleuch schriftlich erwähnt. Der Ort war landwirtschaftlich geprägt, daneben gab es auch einige Mühlen an der Waag.
Bis 1919 gehörte der Ort im Komitat Neutra zum Königreich Ungarn und kam danach zur neu entstandenen Tschechoslowakei. 1938 musste die Tschechoslowakei den Ort nach dem Ersten Wiener Schiedsspruch an Ungarn abtreten und lag bis 1945 noch einmal dort.

## Bevölkerung
| Jahr                | 1994 | 2004    | 2014    | 2024    |
| ------------------- | ---- | ------- | ------- | ------- |
| Anzahl der Personen | 2812 | 2914    | 2823    | 2846    |
| Unterschied         |      | +3,62 % | −3,12 % | +0,81 % |

| Jahr                | 2023 | 2024    |
| ------------------- | ---- | ------- |
| Anzahl der Personen | 2853 | 2846    |
| Unterschied         |      | −0,24 % |

## Persönlichkeiten
- Tomáš Galis (* 1950), slowakischer Bischof